# 元氣囝仔
《元氣囝仔》是日本漫畫家創作的漫畫作品，單行本共19冊。截至2023年5月，累計發行數量突破1000萬部。

## 概要
本作品以作者吉野五月的籍貫與居住地——長崎縣的五島列島為舞台，描繪自東京來的年輕帥哥書法家半田清舟與當地淳樸島民之間的交流與成長故事。
日文標題源自五島方言，意為「有精神的、元氣的孩子」。
作品最初於史克威爾艾尼克斯漫畫雜誌《GANGAN POWERED》2008年4月號以短篇形式刊載，後因讀者反響熱烈，於同年10月號及2009年4月號刊登第2、3話。雜誌於2009年停刊後，作品轉至史克威爾艾尼克斯旗下網路漫畫網站GANGAN ONLINE，自2009年2月21日起以月刊形式連載至2019年1月10日。此外，自2014年8月號起亦在《月刊少年GANGAN》同步刊載。
作品於2013年宣布動畫化，並於2014年7月至9月播出。2018年6月12日發行的第17卷末預告中宣布，漫畫將於同年12月12日發售的第18卷完結。
2023年4月12日，作品於《月刊少年GANGAN》2023年5月號至10月號期間限定復活連載，同時宣布真人電視劇化，並於同年7月播出。
外傳《半田君傳說》（日語：はんだくん）描繪主角半田清舟在高中時期（主線故事六年前）的生活，自2013年11月號至2016年10月號連載於《月刊少年GANGAN》。

## 故事简介
书道家半田清舟在某書道獎的獲獎宴会上狠揍了一位批評了他獲得大獎的作品的老者，而這位老者正是書道展示館的館长。目睹此事的半田的父親將他外放到了被大自然環抱的五島之上，嚴厲地要求他“找回你自己欠缺了的人類應有的部份”。
在島上等待着他的，是以天真瀾漫的少女（只有七歲的少女）琴石奈留為首的充滿了个性的島民們。在與島民們日常交流的過程中，半田一邊困惑於島上的鄉間風情，一邊習慣着島上特有的生活，也一邊尋找到一些他以前從未有過的東西……。

## 登场人物

### 元氣囝仔

#### 主要人物
半田清舟（Handa Seishū，通稱「老師」）
配音：小野大輔（日本）；何承駿（香港）；蔣鐵城（台灣）
演員：杉野遙亮
本作品主角。本名为「清」，雅号清舟。生於4月15日，A型血。現年23歲。身高174公分。
书道界世家的后继者，在业界内以年轻新锐闻名。因自己的作品被书道界的显要人物批评而暴怒，并对对方施以拳脚，此事发生后，半田的父亲要他“去冷静一下”，並将他送上五岛作为犯錯一事的处置。
虽然因为自尊心很高而稍微有些难以相处，但实际上却是个很会照顾别人的人。其本人表示“讨厌小孩子”，但却很擅长应对他们。很喜欢猫，但是会对猫过敏；不喜欢幽灵、鬼怪或是虫子等东西。自称其小时候“学习成绩不是5分就是4分”，似乎在学习书道以外的方面也很优秀。不过他在烹饪方面不行，而且也不擅长培养植物，甚至连仙人掌都养不活，可见他也有笨拙的一面。意外地跑得很快，快到可以跟田徑選手比擬的程度。

他是个典型的在大都市出生、成长的人，所以对于岛上独特的生活和习俗感到有些困惑。不过他小时候专念于书道，导致他有些不知世事、欠缺常识，这一点有时反倒使他成为了岛民眼中的“怪人”。
琴石奈留（Kotoishi Naru，通稱「奈留」）
配音：原涼子（日本）；朱婉雯（香港）；林美秀（台灣）
演員：宮崎莉里沙
在学生人数仅有9人的岛上分校就读的小學一年級女生。生於8月27日，O型血，身高113公分。現年7歲，性格开朗，擁有比別人旺盛一倍的精力，喜歡惡作劇。髮色为褐色。左手手腕所配戴着的編織手繩，名為，聞說是能為配戴者帶來幸運的護身符之物。與祖父2人一起生活。
曾将清舟入住前的住宅作为自己的秘密基地使用，并以此为契机与清舟相识。将清舟称作“老师”，时常黏在他的身边，並希望成為老師的老婆，也有以老師的老婆自居。
山村美和（Yamamura Miwa，通稱「美和」）
配音：古木望（日本）；王夢華（香港）；錢欣郁（台灣）
演員：豐嶋花
當地的初中2年級學生，生於5月7日，B型血，身高158公分。現年14歲，是个有点男孩子氣的好勝少女。名字是其母親所取。
曾教给奈留很多不适合小孩子的知识，也曾和奈留和小珠等人将清舟入住前的住宅作为秘密基地使用。自称是壘球部的王牌投手。
新井珠子（Arai Tamako，暱稱「小珠／小玉」）
配音：大久保瑠美（日本）；黃紫嫻（香港）；龍顯蕙（台灣）
演員：近藤華
美和的好友，14岁的初中2年級學生。生於11月12日，A型血，身高157公分。平时都戴着眼镜，扎着辫子。
期望自己将来能成为漫画家。虽然平时很容易被BL的题材所吸引，但本人却否认自己是腐女，认为自己只是“文学少女”。（但看到類似BL場面時會躲在一邊發狂）因为曾有过一段受漫画影响而希望成为忍者的时期，所以身体素质非常好（体育成绩为5分）。曾和奈留和美和等人将清舟入住前的住宅作为秘密基地使用。
木戶浩志（Kido Hiroshi，通稱「浩志」）
配音：內山昂輝（日本）；陳健豪（香港）；黃天佑（台灣）
演員：綱啓永
乡长夫妻的儿子，高中三年级。金发。生於10月13日，O型血，身高171公分。棒球部成员。
初中时因为成绩单上全都是3分而烦恼，后来因为同样平凡的父母表示平凡也很不错，愤而成为不良少年。不过从他发现清舟在书道上的造诣全来自于刻苦努力后的自省来看，他的本性应该还是很善良的。擅长料理，被清舟指出这一点后似乎有考虑将此作为自己未来的就业方向。而之后决定要成为料理人，故将金发染回黑发。
久保田陽菜（Kubota Hina，通稱「陽菜／小雛」）
配音：遠藤璃菜（日本）；石梓晴（香港）；龍顯蕙（台灣）
和奈留一起就读于岛上分校的7岁少女。奈留的挚友，平时总和奈留在一起。不仅会因为怕生而号啕大哭，也会因为伤心或开心而大哭。

#### 岛上的居民
琴石耕作（Kotoishi Kōsaku）
配音：糸博（日本）；黃天佑（台灣）
奈留的祖父，农民。喜欢鬼怪故事，好开玩笑。妻子已过世，兒子是優一郎（奈留的父親）。
曾被半田叫做“第一村民”。
大濱謙太郎（通稱「謙太」）
配音：木村聖哉（日本）；錢欣郁（台灣）
和奈留上同一所学校的和尚头少年，渔民的儿子，小孩子中的“孩子王”。很喜歡奈留，拙於表達，會故意欺負喜歡的女生。本名是大濱謙太郎。
新井明彥（Arai Akihiko，暱稱「小明」）
配音：潘惠美（日本）；顧詠雪（香港）；錢欣郁（台灣）
小學六年級生。珠子／小玉的弟弟，和姐姐一樣戴著眼鏡。生日6月29日。AB型血。身高145公分。为人可靠，认真地支持着追逐梦想的姐姐，不時說出讓成人也感到汗顏的成熟話語。對遊戲機有著機不離手的狂熱。（因出埸大多拿著遊戲機）
木戶裕次郎（通稱「鄉長」）
配音：杉野田貫（日本）；林谷珍（台灣）
演員：飯尾和樹
清舟借住的住宅的管理人，同时也是担任村落负责人的戴着眼镜的中年男性。生於11月30日，B型血，身高170公分。浩志的父亲。20歲時與來到五島短暫生活的半田清明(半田清舟之父)相識，為了與清明成為無所不談的摯友而百般戲弄他，以激發他說出心底話。隱性腹黑，將來自都市的清明把玩於股掌之中。
木戶朋子（通稱「鄉長太太」）
配音：速見圭（日本）；錢欣郁（台灣）
演員：山口香緒里
鄉長的妻子。浩志的母親。
與丈夫和兒子一様、学生時代的成績單上全部是3（只有体育是4）。家人间的关系虽然并不差，但仍会找寻属于自己的生活上的小情趣，比如会在照顾帅哥（半田清舟）的饮食上感受到“作为女性的快乐”（即煮飯婆）。学生時代曾加入过戏剧同好会，對於演戲有異常的執著。
教頭（本名）
配音：立木文彥（日本）；黃天佑（台灣）
奈留就讀分校的訓導主任。
容貌比较可怕，個性馬虎，處事得過且過。課餘時間會在附近的池塘釣小龍蝦，自甘堕落地消磨時間。纠结于自己不會骑单轮车一事。總括而言就是不怎麼像教育工作者，更被清舟認為不適合從事教育工作。
安婆婆（本名）
配音：鈴木黎子（日本）；錢欣郁（台灣）
因擅长在投饼中拣年糕而成为村中最出名的人，被大家叫做「安婆婆」。和奈留已过世的奶奶的关系很好。
潘吉
配音：鯨
一头Punch Perm发型是他的特征。传言他会在拣年糕时抢夺他人已经拿到手的年糕，但实际上他会在活动结束后把自己拣到的年糕料理好后分发给大家。被清舟形容為「不容許別人拒絕的人」，是個面惡心善、善良慷慨的人。
山村岩（Yamamura Iwao）
配音：斧篤志（日本）；林谷珍（台灣）
美和的父親。经营着自家的酒铺。
因为脸上有伤疤，而被半田误会是黑道。有着与外表相称的豪迈性格，生起气来也和外表一样可怕。拥有一艘名为“唯我独尊丸（ゆいがどくそんまる）”的船（自己指定半田清舟負責寫字）。父女倆個性相似，曾不約而同自稱為「神」，不太聽人說話。

村中最年长的老者，99岁。虽然初次登场时就已经处于长卧不起的状态，但他/她以前却是个很擅长做手工玩具的高手，岛上的孩子们经常会去探望他/她。
河本育江（Kōmoto Ikue）
配音：小野涼子（日本）；龍顯蕙（台灣）
护士，已婚人士。常被村人叫做小育。曾在半田因晕倒而住院时照顾过他。
河本愛子（Kōmoto Aiko）
配音：小岩井小鳥
小育姐姐的女儿，年齢约2岁。任性且爱哭闹。

双胞胎。分校的2年级学生。
井上老师
女性。美和她们的班主任。
木下商店的店长
配音：羽鳥靖子（日本）；龍顯蕙（台灣）；王夢華（香港）
经营着木下商店的老妇人。常抱着贵宾犬小小（配音：多田野曜平）一起行动。
琴石優一郎
只在漫畫版上出現，耕作的兒子，奈瑠的父親，曾經是島上的居民。因被幼時的奈瑠討厭而把她交由爺爺照顧並離開島嶼。

#### 東京居民
川藤鷹生（Kawafuji Takao）
配音：诹访部顺一（日本）；林谷珍（台灣）
演員：中尾明慶
生日9月23日。A型血。身高182公分。雖然眼神兇惡，肩上刺着鹰的刺青，但性格卻很溫和。酒量很差。
與半田清舟自初中时代認識，是少數能夠理解半田内心的友人。兩人同時亦是商業上的合作夥伴，依靠半田的書法，在東京經營著一間畫商。
神崎康介（Kanzaki Kōsuke）
配音：梶裕贵（日本）；江志倫（台灣）
演員：荒木飛羽
18歲的高中生，極具潛質的新進書法家。生日4月24日。AB型血。身高162公分。虽然是位童顏美少年，但实际上很腹黑。见到清舟的作品后大为感动，决意走上书道之路，崇敬清舟之极，故书道风格完全模仿岛居生活前的清舟，也因此获得了大奖。本质上是个“室内活动派”，所以讨厌虫子和贝壳等野生动物。
半田清明（Handa Seimei）
配音：目黑光祐（日本）；于正昇（台灣）
演員：遠藤憲一
清舟之父。著名的書道家。生日5月22日。AB型血。身高172公分。
年輕時個性較軟弱，跟清舟很相似，不容許自己向他人求援，寡言與自我中心，時常被木戶作弄跟欺負。
半田繪美（Handa Emi）
配音：鷹森淑乃（日本）；龍顯蕙（台灣）
清舟之母。經常以和服打扮示人。非常溺愛清舟。稍微有一点小孩子脾气。稱呼丈夫「達仔」
館長
配音：三木敏彥（日本）；黃天佑（台灣）
演員：田中泯
导致清舟岛居反省一事中的另一方。书道界的大人物。

### 外傳：半田君傳說

#### 半田家
半田清
配音：島崎信長
本作品主角。高中時代的半田清。2年7班。書法家。
校內的風雲人物，然而自己卻毫不知情。常將他人的善舉善意曲解，有一些被害妄想的本質，卻意外得到一系列的善果反而添加自身的魅力，並在不同領域得到超乎異常的美名或傳頌傳說般的事跡。
半田繪美
配音：桑谷夏子
半田清之母，曾經被誤會為半田的女朋友，個性跟本傳元氣囝仔時期相比要穩重不少。

#### 半田軍
相澤順一
配音：廣瀨裕也
清的同班同學兼副班長。執著於成為班長的優等生。
二階堂禮緒
配音：柿原徹也
清的同班同學，原是讀者模特，對於自己很受歡迎這一點感到自負。
筒井茜
配音：細谷佳正、永塚拓馬（偽娘筒井）
清的同班同學，本來因為偽娘的氣質遭受男女霸凌，拒絕上學成為隱蔽青年，卻搖身變為硬漢，征服小鎮。某次圍毆的危機中，因半田清的關係而得救。
近藤幸男
配音：山下大輝
清的同班同學，資質普通，一切平均。在半田軍中，唯一對清的舉止的理解較為理智清醒的人。有著恐怖的一面，特別是生氣的時候，連半田軍的其他人都要退避三舍。

#### 灰校相關者
川藤鷹生
配音：興津和幸
清唯一認定的好友，不過清害怕他受到牽連，在同學面前都迴避他。
初中時曾經因嫉妒被身為校花的學姊告白的清而讓單純的清誤以為校內所有人都討厭他，本來帶著歉意想要解釋清楚卻因為清聽不進去並且自己個人又覺得清面對他人時的反應很有趣所以沒有讓清瞭解情況，不過後來情況越來越惡化，於是找機會拼命向半田解釋其實他是受學校同學歡迎而非討厭他。
花田慶
配音：白井悠介
二年級。入學以來強烈憧憬著半田，扭曲至自以為就是半田。模仿半田外表甚至公開創作劣詩劣字引起眾人誤會，造成了半田的困擾，後來引來半田軍的探查。扮裝半田神似度很高，只要戴著口罩就跟半田本人沒兩樣，但把口罩拿下哨牙露出來就會與本人差非常多。誤以為半田的批評是他要模仿得更好，反而去做齒列矯正。之後經常戴著口罩，後來常和半田軍走在一起，成為準一員之一。
東野光太郎
配音：古川慎
二年級。所屬於田徑部，人稱「飛毛腿東野」。在初中某次體育課的跑步中因身體狀況不好而輸給半田，從此對半田有著強烈的執著。
天王寺佐和子
配音：小林優
學生會會長，從小就討厭男生而一心想改變世界為女權至上。校內穿著男裝，其威風凜凜之姿，在女學生間很有人氣。初時敵視半田，視其為擾亂校園風紀、誘惑女生的不祥之物，更以此為懲罰藉口強迫半田穿上女裝；之後，在收到半田於畢業旅行買的髮簪而改變髮型來看，已對半田有一定程度的迷戀。
森麻衣子
配音：伊藤美來
二年級。長相與言行可愛的女子。
樹里
配音：齊藤貴美子
二年級。森麻衣子的好友。
金城美代子
配音：本渡楓
二年級。半田清鄰座的女子，憧憬著半田清。成績優秀，廣結人緣。極為珍視半田給她的一片全新橡皮擦。誤以為半田的母親是半田女友時，企圖公開跳樓自殺未遂，因為誤以為半田的舉動是勸慰而放棄行動。誤會解開後，情況加劇，成為跟蹤狂。
長谷川
配音：山谷祥生
川藤的同學，身材矮小，所屬於籃球部。經由川藤介紹，和偽裝為半澤的半田非常友好，並借其有關籃球的漫畫。
鶇
配音：植田佳奈
美代子的朋友，藉由觀察手相來占卜，準確度極高。
比良山霞
配音：釘宮理惠
內向且不起眼的圖書館委員，平常前髮遮住半部面容，撥開後卻是美少女。常常引進與半田借閱書本相關的書籍，並在半田常借閱的書櫃中夾雜著戀愛小說，希望藉此讓半田注意到自己。之後在半田軍對圖書館的改造下，吸引越來越多的學生來圖書館，為了得到半田的認同(其實是會錯意)而要其不用再來圖書館。在跟蹤狂的事件中曾被美代子捕獲，之後常和美代子一起出現。
岡山秀夫
配音：四宮豪
生物老師，一本正經但對解剖青蛙有異常的執著。

#### 白校的學生
一宮旭
配音：鈴村健一
白校的學生。被稱為白校之王，有陰險的一面。
小路司
配音：增田俊樹
一宮軍成員。平凡卻對一宮十分狂熱。
條本友弘
配音：羽多野渉
一宮軍成員。不良風。
永正惣一
配音：平川大輔
一宮軍成員。全國模擬考第98名。
小鹿宗介
配音：蒼井翔太
一宮軍成員。戴著美瞳的少年。將筒井茜視作男神。

## 出版書籍
元氣囝仔
| 卷數 | 史克威爾艾尼克斯 | 史克威爾艾尼克斯                                        | 長鴻出版社     | 長鴻出版社             |
| 卷數 | 發售日期         | ISBN                                                    | 發售日期       | EAN / ISBN             |
| ---- | ---------------- | ------------------------------------------------------- | -------------- | ---------------------- |
| 1    | 2009年8月22日    | ISBN 978-4-7575-2616-7                                  | 2011年7月25日  | EAN 471-6814-19214-0   |
| 2    | 2010年2月22日    | ISBN 978-4-7575-2796-6                                  | 2011年8月16日  | EAN 471-6814-19267-6   |
| 3    | 2010年10月22日   | ISBN 978-4-7575-3027-0                                  | 2011年10月18日 | EAN 471-6814-19426-7   |
| 4    | 2011年5月21日    | ISBN 978-4-7575-3229-8                                  | 2011年12月1日  | EAN 471-6814-19529-5   |
| 5    | 2011年12月22日   | ISBN 978-4-7575-3443-8                                  | 2012年6月19日  | EAN 471-5409-85075-5   |
| 6    | 2012年7月21日    | ISBN 978-4-7575-3667-8                                  | 2013年2月1日   | EAN 471-5409-85492-0   |
| 7    | 2013年3月22日    | ISBN 978-4-7575-3715-6 ISBN 978-4-7575-3954-9（特裝版） | 2013年8月15日  | EAN 471-5409-85963-5   |
| 8    | 2013年9月21日    | ISBN 978-4-7575-3954-9 ISBN 978-4-7575-3958-7（特裝版） | 2014年1月16日  | EAN 471-5409-86223-9   |
| 9    | 2014年6月21日    | ISBN 978-4-7575-4333-1                                  | 2014年12月2日  | EAN 471-5409-86804-0   |
| 10   | 2014年9月22日    | ISBN 978-4-7575-4413-0                                  | 2015年1月31日  | EAN 471-5409-86853-8   |
| 11   | 2015年5月12日    | ISBN 978-4-7575-4636-3                                  | 2015年8月12日  | EAN 471-5409-86956-6   |
| 12   | 2015年9月12日    | ISBN 978-4-7575-4732-2                                  | 2016年1月21日  | EAN 471-5409-87644-1   |
| 13   | 2016年3月12日    | ISBN 978-4-7575-4905-0                                  | 2016年7月20日  | EAN 471-5409-87694-6   |
| 14   | 2016年12月12日   | ISBN 978-4-7575-5179-4                                  | 2017年3月31日  | EAN 471-3006-54058-1   |
| 15   | 2017年6月12日    | ISBN 978-4-7575-5241-8 ISBN 978-4-7575-5242-5（特裝版） | 2017年10月3日  | EAN 471-3006-54107-6   |
| 16   | 2017年12月12日   | ISBN 978-4-7575-5433-7 ISBN 978-4-7575-5434-4（特裝版） | 2018年5月23日  | EAN 471-3006-54156-4   |
| 17   | 2018年6月12日    | ISBN 978-4-7575-5617-1 ISBN 978-4-7575-5616-4（特裝版） | 2018年12月19日 | EAN 471-3006-54189-2   |
| 18   | 2018年12月12日   | ISBN 978-4-7575-5937-0                                  | 2019年5月15日  | EAN 471-3006-54213-4   |
| 18+1 | 2018年12月12日   | ISBN 978-4-7575-5937-0                                  | 2019年7月24日  | ISBN 978-986-504-210-3 |
| 19   | 2023年7月12日    | ISBN 978-4-7575-8661-1                                  |                |                        |

半田君
| 卷數 | 史克威爾艾尼克斯 | 史克威爾艾尼克斯       | 長鴻出版社    | 長鴻出版社             |
| 卷數 | 發售日期         | ISBN                   | 發售日期      | ISBN                   |
| ---- | ---------------- | ---------------------- | ------------- | ---------------------- |
| 1    | 2014年6月21日    | ISBN 978-4-7575-4332-4 | 2017年2月16日 | ISBN 978-986-474-274-5 |
| 2    | 2014年9月22日    | ISBN 978-4-7575-4412-3 | 2017年5月9日  | ISBN 978-986-474-362-9 |
| 3    | 2015年1月22日    | ISBN 978-4-7575-4534-2 | 2017年5月25日 | ISBN 978-986-474-384-1 |
| 4    | 2015年8月12日    | ISBN 978-4-7575-4711-7 | 2017年6月22日 | ISBN 978-986-474-409-1 |
| 5    | 2016年2月12日    | ISBN 978-4-7575-4877-0 | 2017年6月22日 | ISBN 978-986-474-410-7 |
| 6    | 2016年7月12日    | ISBN 978-4-7575-5047-6 | 2017年8月23日 | ISBN 978-986-474-489-3 |
| 7    | 2016年9月12日    | ISBN 978-4-7575-5094-0 | 2017年9月21日 | ISBN 978-986-474-508-1 |

### 相關書籍
Mashaka！吉野五月短篇集 （みしかか！ ヨシノサツキ短編集）
2010年10月22日發售、ISBN 978-4-7575-3028-7
Tweet Book
- Todon 元氣囝仔、半田君官方Tweet Book（ととどん ばらかもん・はんだくん公式Tweet Book）

2016年2月12日發售、ISBN 978-4-7575-4878-7
- 元氣囝仔、半田君官方Tweet Book 半田君（ばらかもん・はんだくん公式TweetBook2 はんだぐん）

2018年12月12日發售、ISBN 978-4-7575-5936-3
元氣囝仔
- 元氣囝仔導讀手冊（ばらかもん公式ファンブック）：2016年3月12日發售、ISBN 978-4-7575-4906-7
- 元氣囝仔 18+1卷（ばらかもん 18+1）：2018年12月12日發售、ISBN 978-4-7575-5937-0

半田君
- 「半田君」官方選集（「はんだくん」公式アンソロジー）：2016年7月12日發售、ISBN 978-4-7575-5048-3
- 半田本 半田君完全導讀手冊（はんだ本 はんだくんコンプリートブック）

2016年9月12日發售、ISBN 978-4-7575-5095-7

## 電視動畫

### 元氣囝仔
在2014年7月5日起至9月間，在日本电视台及其他电视台播出。2014年7月至9月在日本電視網首播。這是自2009年的《東京地震8.0》以來，第一部完全由Kinema Citrus獨立製作的電視動畫。另外動畫的官方網站視覺藝術圖由山本二三擔任。

#### 製作人員
- 原作：吉野五月（揭載《GANGAN ONLINE》史克威爾艾尼克斯刊）
- 導演：橘正紀
- 劇本統籌、腳本：
- 人物設定、總作畫監督：
- 道具設計：今村望
- 書法：原雲涯
- 美術：加藤浩、保木泉
- 色彩設計：宮脇裕美
- 摄影监督：若林優
- 編輯：須藤瞳
- 方言監修：田中獎伍、古木望
- 音響監督：若林和弘
- 音樂：川井憲次
- 音樂製作人：千石一成、渡邊一博
- 製作：多昌博志、福士睦、田村學、田口浩司
- 製作人：中谷敏夫（日语：中谷敏夫）、植野浩之、佐佐木麻里奈（日语：佐々木まりな）、伊藤隼之介
- 動畫製作人：小笠原宗紀、福島洋心
- 動畫製作：Kinema Citrus
- 作：委員会（日本電視台、株式會社VAP）

#### 主題曲
片頭曲
作詞、作曲：柳澤亮太，編曲、主唱：SUPER BEAVER
片尾曲「Innocence」
作詞：Ryosuke、Ryo，作曲：Ryo，編曲：NoisyCell、PABLO a.k.a. WTF!?，主唱：NoisyCell

#### 各話列表
| 話數   | 日文標題 | 中文標題         | 劇本              | 分鏡     | 演出                                                                    | 作畫監督 |
| ------ | -------- | ---------------- | ----------------- | -------- | ----------------------------------------------------------------------- | -------- |
| 第1話  |          | 元气囝仔         |                   | 橘正紀   | 橘正紀                                                                  |          |
| 第2話  |          | 吵死了           | 荒川真嗣          | 大野和寿 | 貞方希久子                                                              |          |
| 第3話  |          | 投餅             | 橘正紀            | 中村里美 | 松尾亞希子                                                              |          |
| 第4話  |          | 岛上的大叔们     | 荒川真嗣          | 石川健朝 | 若月愛子、奧野浩行                                                      |          |
| 第5話  |          | 去海裏游泳       | 橘正紀            | 金子伸吾 | 伊藤秀樹、伊藤晉之                                                      |          |
| 第6話  |          | 从东京来的家伙们 | 大野和壽          | 大野和壽 | 貞方希久子、伊藤晉之                                                    |          |
| 第7話  |          | 高級的魚         | 川面真也          | 川面真也 | 松尾亞希子                                                              |          |
| 第8話  |          | 念佛舞           |                   | 石川健朝 | 若月愛子、澤田美香 丸山修二、北村晉哉                                   |          |
| 第9話  |          | 險受重傷         | 中村里美 眞野滋   | 飯野慎也 | 齊田博之、伊藤晋之 松尾亞希子、 中山龍                                  |          |
| 第10話 |          | 大家一起去吧     | 荒川眞嗣          | 飯野慎也 | 貞方希久子、伊集院いづろ                                                |          |
| 第11話 |          | 人在東京         | 小島正幸          | 石川健朝 | ジュノンたけお、松尾亞希子                                              |          |
| 第12話 |          | 老師回來了好開心 | 荒川眞嗣 川面真也 | 橘正紀   | まじろ、齊田博之 貞方希久子、松尾亜希子 伊集院いづろ、北村晋哉 伊藤晋之 |          |

#### 播放电视台
日本深夜動畫：下文記載的日本国内播放時間使用日本標準時間（UTC+9）表示。因為部分時間标识會採用30小时制，因此請留意这类超过24:00的时间，其實際播放時間為翌日清晨。
| 播放地區   | 播放電視台     | 播放日期                     | 播放時間（UTC+9）         | 所屬聯播網          | 備註                     |
| ---------- | -------------- | ---------------------------- | ------------------------- | ------------------- | ------------------------ |
| 日本全國   | 日視點播       | 2014年7月5日－9月27日        | 星期六 24時30分 更新      | 日本電視網 網絡電視 |                          |
| 關東廣域圈 | 日本電視台     | 2014年7月5日－9月27日        | 星期六 26時20分－26時50分 | 日本電視網          |                          |
| 日本全國   | 萬代頻道       | 2014年7月11日－10月3日       | 星期五 12時00分 更新      | 網絡電視            |                          |
| 日本全國   | d Anime Store  | 2014年7月11日－10月3日       | 星期五 12時00分 更新      | 網絡電視            | 見放題會員可收看全部話數 |
| 長崎縣     | 長崎國際電視台 | 2014年7月12日－10月4日       | 星期六 10時00分－10時30分 | 日本電視網          | 本作的舞台               |
| 兵庫縣     | SUN電視台      | 2014年7月15日－10月7日       | 星期二 24時00分－24時30分 | 獨立局              |                          |
| 廣島縣     | 廣島電視台     | 2014年7月15日－10月7日       | 星期二 25時59分－26時29分 | 日本電視網          |                          |
| 北海道     | 札幌電視台     | 2014年7月15日－10月7日       | 星期二 26時04分－26時34分 | 日本電視網          |                          |
| 中京廣域圈 | 中京電視台     | 2014年7月17日－10月9日       | 星期四 26時54分－27時24分 | 日本電視網          |                          |
| 宫城縣     | 宫城電視台     | 2014年7月18日－10月10日      | 星期五 26時25分－26時55分 | 日本電視網          |                          |
| 福岡縣     | 福岡放送       | 2014年7月21日－10月6日       | 星期一 25時59分－26時29分 | 日本電視網          |                          |
| 日本全國   | BS日本         | 2014年7月22日－10月14日      | 星期二 26時30分－27時00分 | 日本電視網 衛星電視 |                          |
| 日本全國   | 日視Plus       | 2014年11月1日－2015年1月24日 | 星期六 12時30分－13時00分 | 日本電視網 衛星電視 | 有重播                   |

| 播放地區 | 播放電視台 | 播放日期                    | 當地播放時間                  | 所屬聯播網   | 備註                  |
| -------- | ---------- | --------------------------- | ----------------------------- | ------------ | --------------------- |
| 香港     | now 101台  | 2015年1月4日－3月23日       | 星期日 24時00分－24時30分     | 寬頻電視     | UTC+8 有重播 雙語廣播 |
| 香港     | ViuTV      | 2016年3月31日－2016年5月6日 | 星期四、五 17時30分－18時00分 | 數碼地面電視 | UTC+8 雙語廣播        |
| 臺灣     | 八大娛樂台 | 2015年7月3日－9月18日       | 星期五 17:30－18:00           | 有線電視     | 含中文配音 有重播時段 |
| 臺灣     | 八大綜合台 | 2015年7月5日－9月20日       | 星期日 19:30－20:00           | 有線電視     | 含中文配音 有重播時段 |
| 臺灣     | 龍華動畫台 | 2016年8月3日－8月19日       | 星期一至五 19:30－20:00       | 中華電信MOD  | 含中文配音 有重播時段 |

#### 关联商品

##### BD / DVD
| 卷 | 發售日         | 收錄話         | 規格編號   | 規格編號   |
| 卷 | 發售日         | 收錄話         | BD         | DVD        |
| -- | -------------- | -------------- | ---------- | ---------- |
| 1  | 2014年9月24日  | 第1話－第3話   | VPXY-71332 | VPBY-14325 |
| 2  | 2014年10月22日 | 第4話－第6話   | VPXY-71333 | VPBY-14326 |
| 3  | 2014年11月26日 | 第7話－第9話   | VPXY-71334 | VPBY-14327 |
| 4  | 2014年12月24日 | 第10話－第12話 | VPXY-71335 | VPBY-14328 |

##### CD
元氣囝仔 Original SoundTrack（O.S.T.） (VPCG-84981)
已于2014年7月23日，由株式会社VAP（バップ）发售。

#### 短篇动画
《囝仔小短篇（即兴小剧场 元气囝仔短篇）》（日語：みじかもん（アドリブ劇場 みじかいばらかもん））是现正于官方网站及Youtube上公开的短篇动画。各角色会以迷你角色在短篇中登场。
制作人员
- 原作：
- 总演出、剧本：
- 人物设定、作画、上色：矢崎优子
- 书法：原云涯
- 分镜、演出：
- 动画制作：KINEMA CITRUS

各话列表
| 話數  | 公开日        | 登场角色               |
| ----- | ------------- | ---------------------- |
| 第0话 | 2014年7月3日  | 半田、潘吉             |
| 第1话 | 2014年7月6日  | 半田、奈留             |
| 第2话 | 2014年7月13日 | 半田、奈留、珠子       |
| 第3话 | 2014年7月20日 | 半田、奈留、潘吉       |
| 第4话 | 2014年7月27日 | 半田、美和、珠子       |
| 第5话 | 2014年8月3日  | 半田、奈留             |
| 第6话 | 2014年8月10日 | 半田、奈留、川藤、神崎 |
| 第7话 | 2014年8月17日 | 半田、美和、珠子       |
| 第8话 | 2014年8月24日 | 半田、奈留             |

### 半田君傳說
自原著衍生的創作，講述半田清舟高中時期的故事，2016年2月公佈決定製作電視動畫，同年7月至9月在TBS、BS-TBS等台首播。此外，播放電視台與動畫版元氣囝仔的製作人員、配音員不同。

#### 製作
導演湖山禎崇定位該作為校園動畫，選擇集中精力刻畫半田班上的22位同學，不創造原創人物。為讓觀眾有親近感，盡力營造貼近高中生活的熱鬧氣氛。在劇情上，他總結為「會錯意的男主角與一群腦洞偏執狂的誤會糾葛」而男主角在不同人物當中形象都有所差異。關於人物間的關係，湖山導演認為川藤是半田的心靈寄託，而川藤也因此產生強烈的優越感，他們之間的神奇組合將會是本片的搞笑泉源。論及角色的感情投射，該導演雖然覺得自己和半田類似，但以自己的職業心路而言最喜歡的角色是花田慶。

#### 製作人員
- 原作：吉野五月
- 導演：湖山禎崇
- 劇本統籌：橫手美智子
- 人物設定：松本麻友子
- 道具設計：
- 美術監督：菊名香
- 色彩設計：松原陽子
- 攝影監督：伊藤康行
- 編輯：岡祐司
- 音響監督：川添憲五
- 音樂：伊藤賢
- 音樂製作：Lantis
- 音樂製作人：伊藤善之、鈴木惠
- 製作人：山口泰廣、渡邊希和、曾我秀忠、鈴木惠、細田成樹、青木繪理子、新宿五郎、藍谷厚史
- 動畫製作人：江里口武志、天野翔太
- 動畫製作：diomedéa
- 協力製作：史克威爾艾尼克斯、TC Entertainment（日语：TCエンタテインメント）、Lantis、diomedéa、DOCOMO動畫商城、Memory-Tech（日语：メモリーテック）、DAX Production（日语：ダックスプロダクション）、日本播音演技研究所
- 製作：半田君傳說製作委員會、TBS

#### 主題曲
片頭曲「The LiBERTY」
作詞：takao，作曲：鳴風，編曲、主唱：Fo'xTails
片尾曲「HIDE-AND-SEEK」
作詞、主唱：鈴村健一，作曲、編曲：宮崎誠

#### 各話列表
| 話數   | 日文標題 | 中文標題                                           | 劇本       | 分鏡                | 演出       | 作畫監督                                                                    | 總作畫監督                                                 |
| ------ | -------- | -------------------------------------------------- | ---------- | ------------------- | ---------- | --------------------------------------------------------------------------- | ---------------------------------------------------------- |
| 第1話  |          | 半田君與女生的友情                                 | 橫手美智子 | 湖山禎崇            | 永岡智佳   | 福士真由美、陣內美帆 服部憲知、久留米東                                     | 松本麻友子 井本由紀                                        |
| 第2話  |          | 半田君與第1話的後續半田君與委員長半田君與模特兒    | 橫手美智子 | 湖山禎崇 島崎奈奈子 | 島崎奈奈子 | 本田創一、和田佳純 Park Sang Wook Ha Yeun Jung                              | 松本麻友子 Lee Duk Ho                                      |
| 第3話  |          | 半田君與家裡蹲半田君與烹飪課半田君與摯友           | 國澤真理子 | 久慈悟郎            | 久慈悟郎   | 木下由美子、坪田慎太郎 古瀨登                                               | 松本麻友子 井本由紀                                        |
| 第4話  |          | 半田君與半田君？半田君與女生的妒忌半田君與社交能力 | 平見瞠     | 山田浩之            | 高橋順     | 飯飼一幸、藤原利惠 齊藤和也、坪田慎太郎                                     | 松本麻友子                                                 |
| 第5話  |          | 半田君与学生会半田君与失忆                         | 国泽真理子 | 清水空翔            | 清水空翔   | 清水空翔                                                                    | 清水空翔                                                   |
| 第6話  |          | 半田君与朋友的朋友半田君与Dash东野半田君与手相占卜 | 平见瞠     | 湖山祯崇 高本宣弘   | 佐藤和磨   | 木下由美子、坪田慎太郎 古濑登、小泽圆                                       | 松本麻友子 井本由纪 本多美乃                               |
| 第7話  |          | 半田君与补考半田君与图书馆                         | 国泽真理子 | 岛崎奈奈子          | 岛崎奈奈子 | 须贺早叶、和田佳纯                                                          | 松本麻友子 石川雅一                                        |
| 第8話  |          | 半田君与修学旅行                                   | 横手美智子 | 永冈智佳            | 永冈智佳   | 阵内美穗、福士真由美 小泽圆、Kim Eun Ha                                     | 松本麻友子、石川雅一 本多美乃、川岛尚 久留米东、Lee Duk Ho |
| 第9話  |          | 半田君与青蛙半田君与跟踪狂                         | 平见瞠     |                     | 久慈悟郎   | 木下由美子、坪田慎太郎 冈崎秀康                                             | 松本麻友子、井本由纪 石川雅一、本多美乃                    |
| 第10話 |          | 半田君与平凡半田君与美少女                         | 国泽真理子 | 山田浩之            | 又野弘道   | 饭饲一幸、藤原利惠 菊池一真                                                 | 松本麻友子、石川雅一 井本由纪                              |
| 第11話 |          | 半田君与文化祭准备                                 | 横手美智子 | 斋藤德明            | 松木惠一   | 阵内美帆、小泽圆 小菅和久                                                   | 松本麻友子、Lee Duk Ho 久留米东、川岛尚 本多美乃           |
| 第12話 |          | 半田君与文化祭                                     | 横手美智子 | 湖山祯崇            | 久慈悟郎   | 阵内美帆、小泽圆 小菅和久、是本晶 福士真由美、下地彩加 上野卓志、德永沙耶香 | 松本麻友子、井本由纪 石川雅一、本多美乃 久留米东           |

#### 播放電視台
日本深夜動畫：下文記載的日本国内播放時間使用日本標準時間（UTC+9）表示。因為部分時間标识會採用30小时制，因此請留意这类超过24:00的时间，其實際播放時間為翌日清晨。
| 播放地區   | 播放電視台    | 播放日期        | 播放時間（UTC+9）         | 所屬聯播網 | 備註   |
| ---------- | ------------- | --------------- | ------------------------- | ---------- | ------ |
| 關東廣域圈 | TBS電視台     | 2016年7月7日－  | 星期四 25時58分－26時28分 | TBS電視網  | 製作局 |
| 中京廣域圈 | CBC電視台     | 2016年7月7日－  | 星期四 26時54分－27時24分 | TBS電視網  |        |
| 近畿廣域圈 | 每日放送      | 2016年7月8日－  | 星期五 27時10分－27時40分 | TBS電視網  |        |
| 日本全國   | BS-TBS        | 2016年7月9日－  | 星期六 25時00分－25時30分 | 衛星電視   |        |
| 日本全國   | d Anime Store | 2016年7月11日－ | 星期一 11時00分 更新      | 網絡電視   |        |
| 日本全國   | TBS Channel 1 | 2016年7月17日－ | 星期日 25時00分－25時30分 | 衛星電視   | 有重播 |

| 播放地區 | 播放電視台 | 播放日期                 | 當地播放時間            | 所屬聯播網  | 備註       |
| -------- | ---------- | ------------------------ | ----------------------- | ----------- | ---------- |
| 臺灣     | Animax     | 2016年10月10日－10月21日 | 每日19:30－20:00        | 有線電視    | 有重播時段 |
| 臺灣     | Animax HD  | 2017年4月19日－4月30日   | 每日18:30－19:00        | 中華電信MOD | 有重播時段 |
| 香港     | Animax     | 2017年1月18日－2月2日    | 星期三至四 20:00－21:00 |             | 有重播時段 |

#### BD／DVD（半田君）
| 巻 | 発売日         | 収録話         | 規格品番  | 規格品番  |
| 巻 | 発売日         | 収録話         | BD        | DVD       |
| -- | -------------- | -------------- | --------- | --------- |
| 1  | 2016年9月28日  | 第1話－第2話   | TCBD-0567 | TCED-3159 |
| 2  | 2016年10月26日 | 第3話－第4話   | TCBD-0568 | TCED-3160 |
| 3  | 2016年11月30日 | 第5話－第6話   | TCBD-0569 | TCED-3161 |
| 4  | 2017年1月11日  | 第7話－第8話   | TCBD-0570 | TCED-3162 |
| 5  | 2017年2月3日   | 第9話－第10話  | TCBD-0571 | TCED-3163 |
| 6  | 2017年2月24日  | 第11話－第12話 | TCBD-0572 | TCED-3164 |

## 網路廣播劇
以《囝仔广播》（日語：らじかもん）为标题，于2014年6月26日起在AnimateTV上播送，毎个星期四更新。
出演者為小野大輔（半田清舟 役）。

## 電視劇
《元氣囝仔》是日本富士電視台於2023年7月12日至9月20日在「水10」時段（22:00 - 22:54 JST）播出的電視連續劇，由杉野遙亮主演。
臺灣由KKTV、Hami Video於2023年7月13日起跟播。

### 演員列表

#### 主要人物
- 半田清舟：杉野遙亮[20]
- 琴石奈留：宮崎莉里沙[21]

#### 五島列島的人物
- 木戶浩志：綱啓永[22]
- 山村美和：豐嶋花[22]
- 新井珠子：近藤華[22]
- 久保田陽菜：寺田藍月
- 大浜謙太郎：加藤葉和
- 木戶朋子：山口香緒里[22]
- 木戶裕次郎：飯尾和樹[22]
- 久保田育江：田中美奈實[23]
- 琴石耕作：花王修
- 野村安：鷲尾真知子

#### 其他人物
- 八神龍之介：田中泯[24]
- 神崎康介：荒木飛羽[24]
- 川藤鷹生：中尾明慶[24]
- 半田清明：遠藤憲一[24]

### 製作團隊
- 原作：吉野五月『元氣囝仔』（GANGAN COMICS ONLINE / 史克威爾艾尼克斯 連載）
- 企劃：上原壽一（富士電視台）
- 編劇：阿相久美子、金澤達也
- 配樂：眞鍋昭大、宗形勇輝
- 主題曲：Perfume「Moon」（Polydor Records）[25]
- 導演：河野圭太、植田泰史、木下高男、北坊信一
- 製作人：高丸雅隆、高橋眞智子
- 制作協力：共同電視
- 制作著作：富士電視台

### 播出日程
- 第1話加長15分鐘（22:00 - 23:09）。

| 集數                                                                      | 播出日期 | 標題 | 編劇       | 導演     | 收視率 |
| ------------------------------------------------------------------------- | -------- | ---- | ---------- | -------- | ------ |
| 第1話                                                                     | 7月12日  |      | 阿相久美子 | 河野圭太 | 5.9%   |
| 第2話                                                                     | 7月19日  |      | 阿相久美子 | 河野圭太 | 5.3%   |
| 第3話                                                                     | 7月26日  |      | 金澤達也   | 植田泰史 | 5.3%   |
| 第4話                                                                     | 8月02日  |      | 金澤達也   | 植田泰史 | 5.0%   |
| 第5話                                                                     | 8月09日  |      | 阿相久美子 | 河野圭太 | 4.7%   |
| 第6話                                                                     | 8月16日  |      | 阿相久美子 | 植田泰史 | 4.3%   |
| 第7話                                                                     | 8月23日  |      | 金澤達也   | 木下高男 | 4.8%   |
| 第8話                                                                     | 8月30日  |      | 上原莉恵   | 北坊信一 | 5.1%   |
| 第9話                                                                     | 9月06日  |      | 阿相久美子 | 河野圭太 | 4.3%   |
| 第10話                                                                    | 9月13日  |      | 金沢達也   | 木下高男 | 4.7%   |
| 最終話                                                                    | 9月20日  |      | 阿相久美子 | 植田泰史 | 5.1%   |
| 平均收視率 5.0%（收視率由Video Research調查關東地區、家戶的即時統計資料） |          |      |            |          |        |